# Gröderhamnsängens naturvårdsområde
Gröderhamnsängens naturvårdsområde (eller Gröter äng) är ett naturvårdsområde (sedan 1999 likställt med naturreservat) i Skaftö socken i Lysekils kommun i Bohuslän.
Reservatet ligger strax väster om Fiskebäckskil på västsidan av Skaftö. Området är 3 hektar stort och skyddat sedan 1987.
Ängen utgörs av kärr och fuktängar och är omgiven av kala klippor och höjder. Inom området växer olika blommar och upp till tusen exemplar av ängsnycklar har noterats. Där växer även dvärglummer. 
Centralt i området finns ett kärr som går över i fuktäng och torrare ängspartier. Kärret betecknas som ett medelrikkärr. Där förekommer loppstarr, plattstarr, ärtstarr, ängsstarr, darrstarr, myrtåg, kärrfräken, kabbleka och älggräs.
I månadsskiftet maj-juni lyser Gröderhamnsängen rosa av orkidéerna ängsnycklar och Jungfru Marie nycklar.
Området ingår i EU:s ekologiska nätverk av skyddade områden, Natura 2000 och förvaltas av Västkuststiftelsen.

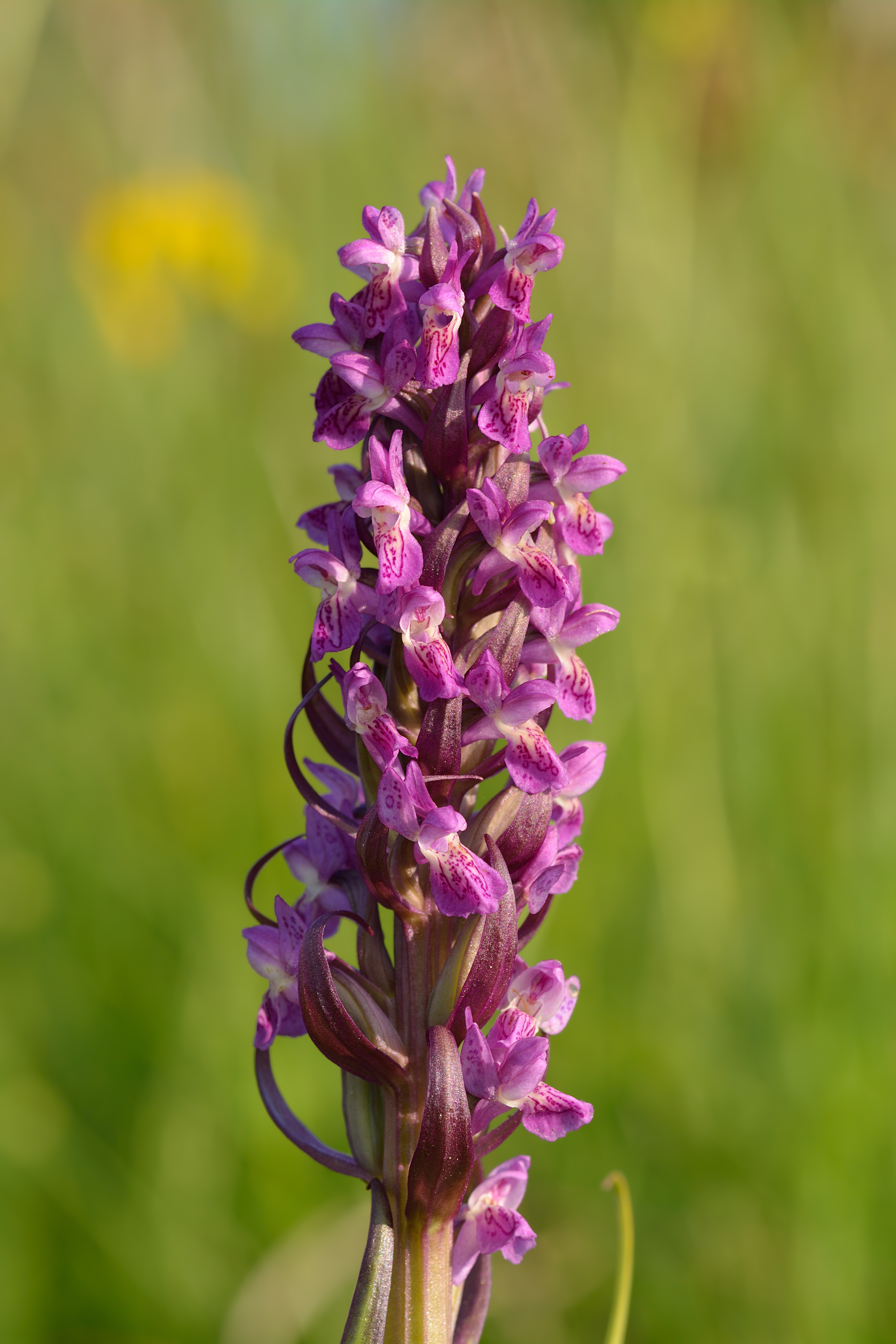
Ängsnycklar